# Karl Ghega

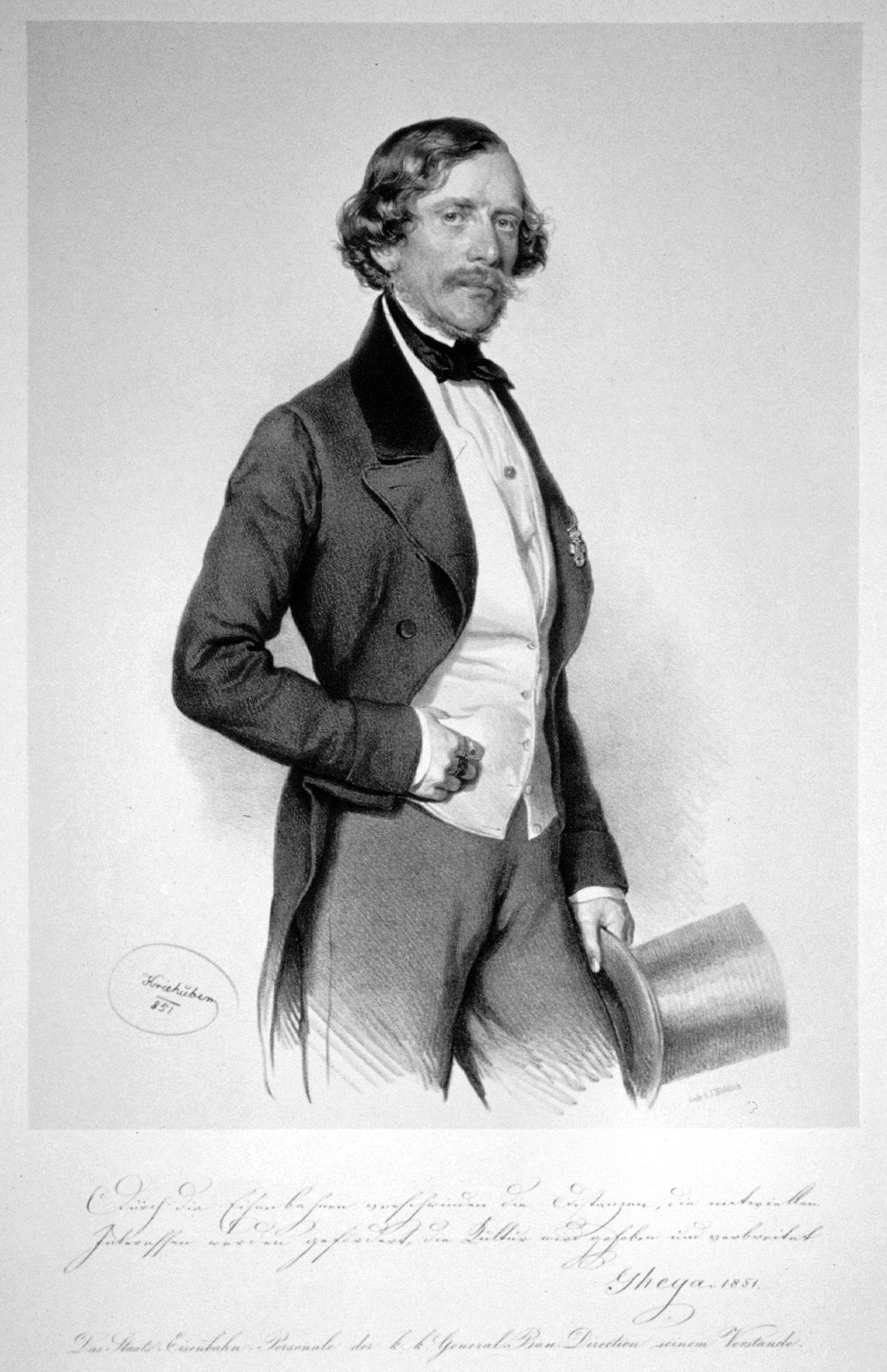
Karl Chega.

Carl Ritter von Ghega o Carl von Ghega (10 de enero de 1802 - 14 de marzo de 1860), fue el diseñador del Ferrocarril Semmering de Gloggnitz a Mürzzuschlag. 

## Biografía
Había nacido en Venecia, en una familia albanesa, estudió en Padua, donde obtuvo su título de doctor en matemáticas a la edad de 18 años. Comenzó su carrera de ingeniería de caminos e ingeniería hidráulica en Venecia. 
Entre otras cosas, colaboró en la construcción del camino de Cortina d'Ampezzo a Toblach-Dobbiaco. Desde 1836 hasta 1840 fue supervisor en la construcción de la vía de ferrocarril de Brno a Breclav. Entre 1836 y 1837 estudió también los ferrocarriles en Inglaterra y otros países europeos. En 1842, confiado con la planificación entera del futuro ferrocarril estatal, hizo un viaje de estudio a Norteamérica. 
A su regreso al ferrocarril estatal, comenzó con la planificación de la vía férrea al sur, de Mürzzuschlag a Graz y Trieste. Inicialmente no se creyó posible que se pudiera realizar el cruce del Semmering, pero en 1844 Chega desarrolló un plan para el cruce utilizando locomotoras con un carril suplementario para ruedas de engranaje. Antes de que se aprobara la construcción de esta línea férrea, él encargó la construcción de las locomotoras que podrían vencer tales gradientes ascendentes. La construcción del Semmeringbahn comenzó en 1848, y en 1851, antes de su terminación en 1854, Chega fue nombrado caballero (Ritter). Después fue asignado a la construcción de un ferrocarril en Transilvania, Chega no pudo ver el final de este proyecto debido a su muerte en Viena a causa de tuberculosis. 
Su rostro aparecía en el reverso de los antiguos billetes austríacos de 20 antes de la llegada del Euro.
- Datos: Q699456
- Multimedia: Carl Ritter von Ghega / Q699456